# 大泉緑地
大泉緑地（おおいずみりょくち）は、大阪府堺市北区と松原市にまたがっている大阪府営の緑地。

## 概要
1941年の防空緑地計画に由来する大阪四大緑地（服部・鶴見・久宝寺・大泉）のひとつ。年間来園者数は約250万人。
広大な敷地に約200種32万本もの樹木が植えられた大森林公園で、巨大な滑り台が目玉となっている。名称の由来となった大泉池や、花壇、大芝生広場などの憩いのゾーンと、スポーツゾーンなどからなる。15品種約1万株を集めた「かきつばた園」でも知られ、大阪みどりの百選に選定されている。
「だいせん」とも読めることから、近隣の大仙公園（だいせんこうえん）との混同を避けるために「おおいずみ緑地」と仮名で表記されることもある。
芝生・グラウンド部分が多い広大な敷地であることや幹線道路沿いの立地などから、防災計画上は約17万人の広域避難場所となっているだけでなく後方支援活動拠点の位置づけもされており、防災啓発イベント「フィールドワークキャラバン」（主催は大阪府鳳土木事務所）が定期的に開催されている。

## 面積
- 2007年現在、101.5haが開設。（堺市域99.6ha、松原市域1.9ha）
- 都市計画の全体面積は123.0ha（堺市域119.2ha、松原市域3.8ha）であり、全体の2割弱は未開設

## 歴史
- 1941年 - 防空緑地計画決定
- 1945年 - 敗戦により中断
- 1968年 - 『都市の中の森林』というコンセプトのもと、公園マスタープラン案を全国初の一般公募[3]。
- 1969年 - 着工
- 1972年 - 開設（30ha）

## 施設
- 大泉緑地花と緑の相談所
- ふれあいの庭（五感で感じる工夫の庭園[4]。旧「盲人コーナー」）
- かきつばた園
- サイクルどろんこ広場
- 野外炉 - 8面
- 野球場 - 1面
- テニスコート - 14面
- スポーツ広場　-　2面
- 球技広場　-　1面（分割2面）
- ひつじ広場

## 周辺の主な施設
- 新金岡団地
- そよら新金岡
- フレスポしんかな（旧・しんかなCITY）
- ドン・キホーテ新金岡店
- 堺中央総合卸売市場
- 大阪南部綜合卸市場
- 堺市立のびやか健康館
- 堺看護専門学校
- 中央環状線

## 大阪四大緑地
- 服部緑地（豊中市、吹田市）
- 鶴見緑地（大阪市鶴見区、守口市）
- 久宝寺緑地（八尾市、東大阪市、大阪市平野区）
- 大泉緑地

## 画像ギャラリー

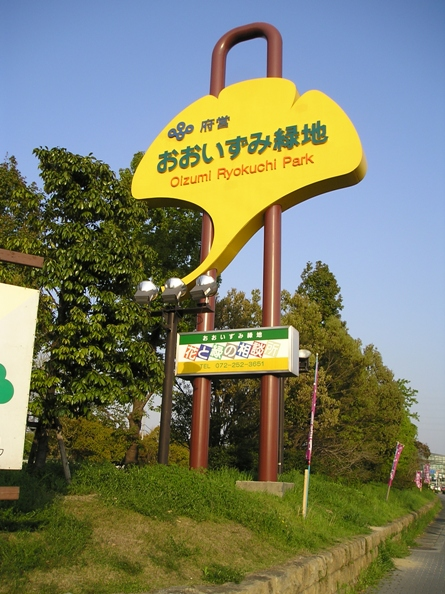
中央環状線から見える大泉緑地の案内看板 （2005年4月16日撮影）
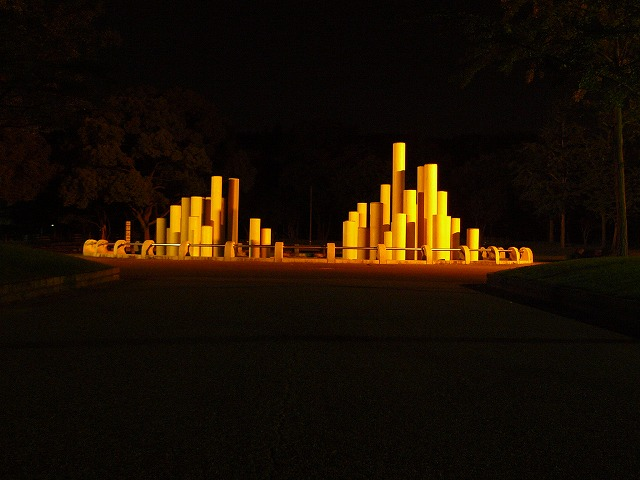
夜の大泉緑地 管理事務所近くの噴水 （2007年7月29日撮影）
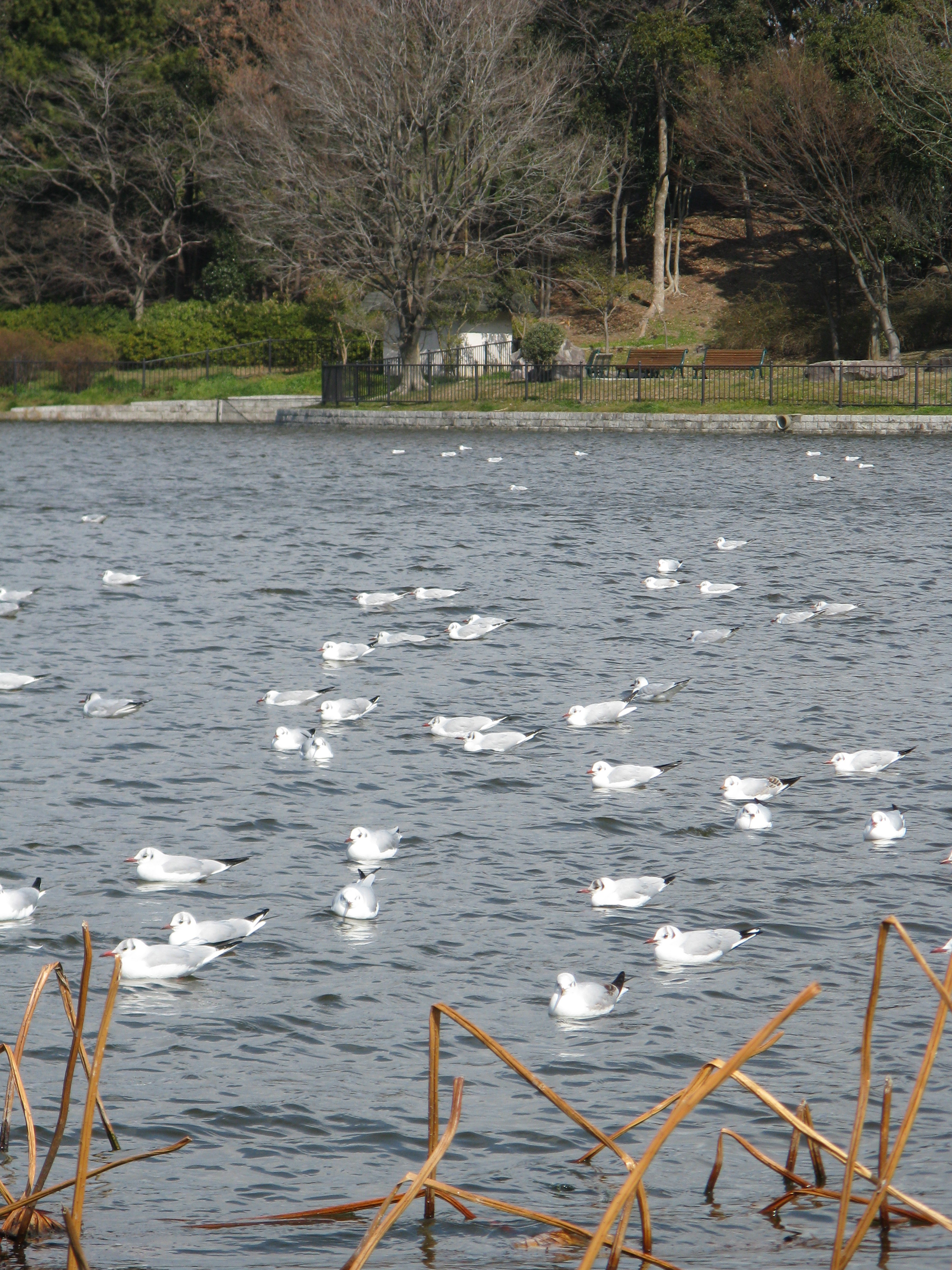
園内の大泉池、鳥はユリカモメ
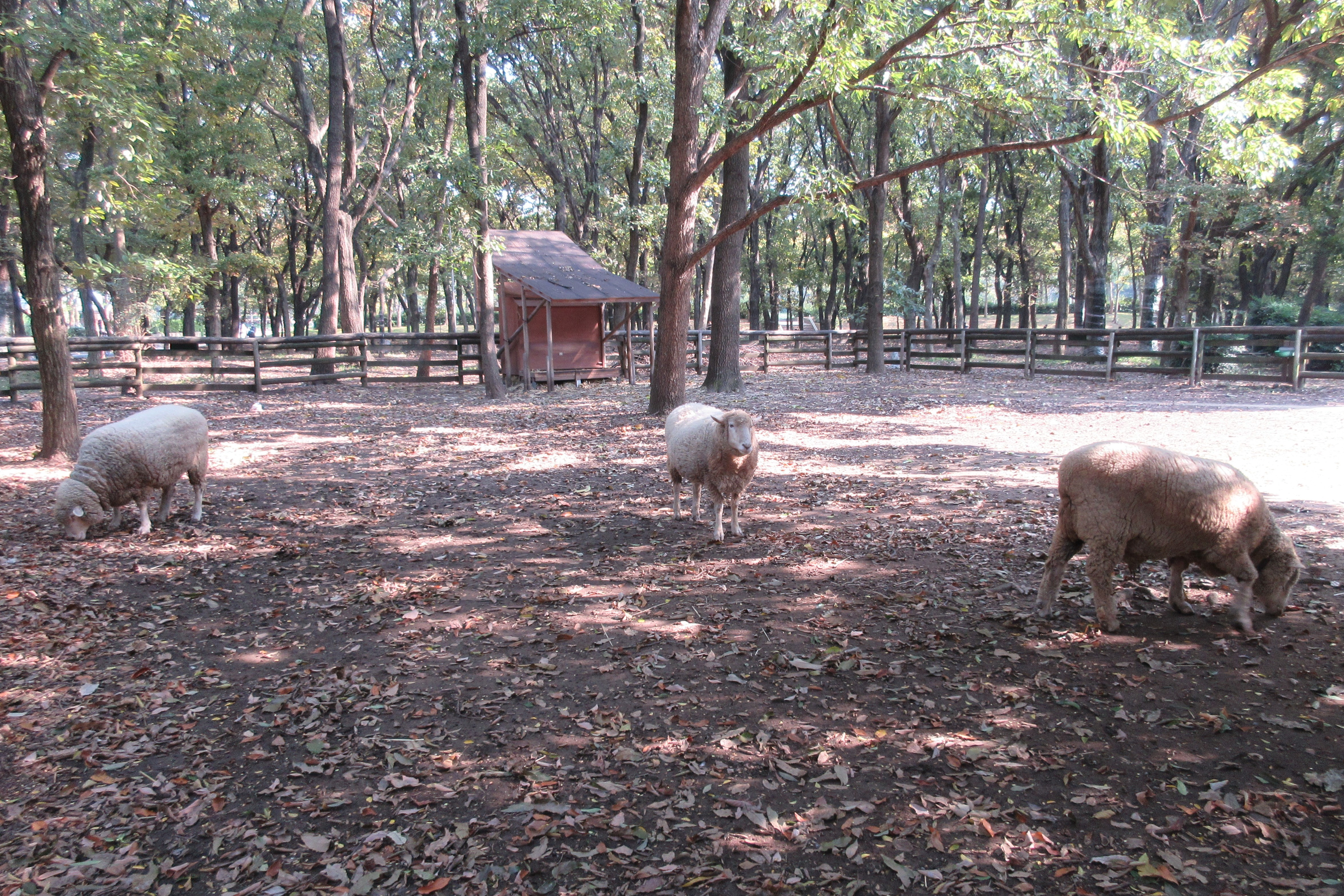
ひつじ広場